# Paul Stalteri
Paul Stalteri, (Etobicoke, 18 de Outubro de 1977) é um ex-futebolista canadense, que atuava como zagueiro.

## Carreira
Paul Stalteri se profissionalizou no Toronto Lynx, em 1997.

## Seleção
Paul Stalteri integrou a Seleção Canadense de Futebol na Copa das Confederações de 2001.

## Títulos
Werder Bremen
- Campeonato Alemão: 2004
- Copa da Alemanha: 2004

Canadá
- Copa Ouro da CONCACAF: 2000